# ソロモン・R・グッゲンハイム
ソロモン・ロバート・グッゲンハイム（Solomon Robert Guggenheim、1861年 – 1949年11月3日）は、アメリカ合衆国の美術品蒐集家、慈善家。

## 略歴
マイアー・グッゲンハイムの息子としてペンシルベニア州フィラデルフィアに生まれる。兄弟にサイモン・グッゲンハイム、ベンジャミン・グッゲンハイム、ダニエル・グッゲンハイム、その他4人がいる。
スイス留学の後、帰国して、家業の鉱山経営を継ぐ。後年、アラスカにユーコン・ゴールド・カンパニー（Yukon Gold Company）を設立。1891年、メキシコの会社に（ Compañia de la Gran Fundición Nacional Mexicana）ターンアラウンド・マネジメントを行う。
1919年に引退してからは美術品蒐集家となり、1937年、現代美術を支援する目的でソロモン・R・グッゲンハイム財団（グッゲンハイム美術館）を設立した。